# Jerzy Konikowski
Jerzy Konikowski (ur. 24 stycznia 1947 w Bytomiu) – polski szachista, publicysta i trener szachowy, od 1981 r. posiada również obywatelstwo niemieckie i barwy tego kraju reprezentuje na arenie międzynarodowej.

## Życiorys

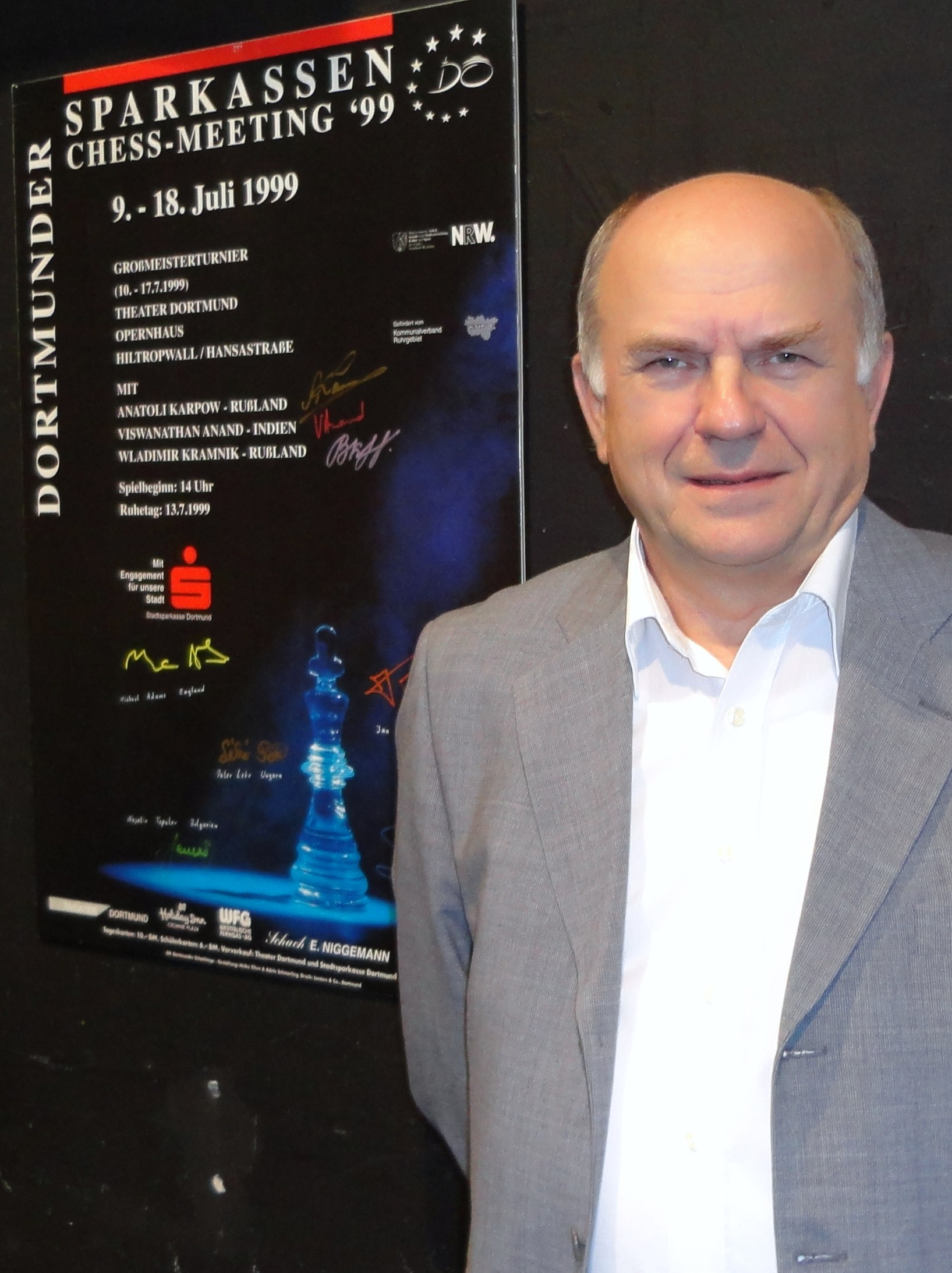
Jerzy Konikowski, Dortmund 2012

Z zasadami gry w szachy zapoznał się w wieku 14 lat. W maju 1961 r. został członkiem sekcji szachowej przy Okręgowym Klubie Oficerskim OKO Caissa w Bydgoszczy. W swym pierwszym w życiu turnieju w mistrzostwach Pomorza juniorów zajął V miejsce, wyprzedzając m.in. jednego z najbardziej utalentowanych zawodników w historii polskich szachów, Jerzego Lewiego. W sumie był 4-krotnie mistrzem okręgu bydgoskiego juniorów i 2-krotnie seniorów. W mistrzostwach Polski juniorów w Goleszowie (1965) podzielił III-IV miejsce, natomiast w Wiśle (1967) był trzeci i zdobył brązowy medal. Reprezentował barwy kraju w meczach międzypaństwowych juniorów przeciwko Węgrom (1965) i Szwecji (1966 i 1967). W 1968 r. wygrał międzynarodowy turniej otwarty o Puchar Podlasia w Augustowie oraz turniej „B” im. PKWN w Lublinie. W 1969 r. został mistrzem Wojska Polskiego, a rok później wygrał V turniej międzynarodowy o Puchar Bieszczadów w Solinie. Na początku 1971 r. wyjechał na stałe do Krakowa, gdzie bronił barw I-ligowego klubu Hutnik Nowa Huta. Szybko awansował na drugie miejsce w kadrze krakowskiej za olimpijczykiem Jerzym Kostro. W 1975 r. wywalczył brązowy medal w indywidualnych mistrzostwach Polski w grze błyskawicznej w Bydgoszczy, natomiast w konkurencji drużynowej, grając na I szachownicy w Hutniku, czynnie przyczynił się do zdobycia złotego medalu.
Wcześnie zajął się pracą szkoleniową. W Bydgoszczy trenował Lidię Fentzel, która była dwukrotną mistrzynią Polski juniorek w latach 1967 i 1969. W latach 1976–1977 kształcił się na AWF w Warszawie i uzyskał tytuł zawodowego trenera II klasy. W 1977 r. został zaangażowany do szkolenia kadry juniorów w Częstochowie. Jego podopiecznymi zostali przyszli reprezentanci kraju i olimpijczycy Roman Tomaszewski, bracia Artur i Bogusław Sygulscy oraz Jacek Flis. W plebiscycie „Gazety Częstochowskiej” znalazł się dwukrotnie (1980 i 1981) w piątce najlepszych trenerów w częstochowskim sporcie. W latach 1978–1981 był trenerem kadry Polskiego Związku Szachowego. Na olimpiadzie szachowej w Valletcie w 1980 r. kierowana przez niego drużyna kobieca zdobyła brązowy medal, jeden z dwóch zdobytych przez polskie szachistki w powojennej historii występów na olimpiadach.
W 1981 r. wyemigrował do Niemiec i zamieszkał w Dortmundzie. Przez kilka lat grał w I i II lidze niemieckiej (Bundeslidze), natomiast w 1988 r. wygrał międzynarodowy turniej open w greckiej miejscowości Kawala. Od 1986 r. posiada trenerską A-licencję, najwyższą w Niemczech. Wielokrotnie był angażowany przez Niemiecką Federację Szachową do prac szkoleniowych z kadrą juniorek i juniorów, m.in. w 1997 r. był trenerem Arkadija Naiditscha, który jest obecnie najsilniejszym szachistą Niemiec. Przez 15 lat był trenerem kadry młodzieżowej Północnej Nadrenii-Westfalii. W latach 2006–2011 był trenerem kadry niemieckich szachistów głuchoniemych.
Najwyższy ranking w karierze osiągnął 1 stycznia 1981 r., z wynikiem 2400 punktów zajmował wówczas 18-19. miejsce wśród niemieckich szachistów.
Ponad pracę szkoleniową oraz grę w turniejach przedkłada szachową publicystykę. Do 2019 r. wydał w Niemczech, Polsce, Stanach Zjednoczonych, Włoszech, Czechach, Hiszpanii, Luksemburgu, Holandii i Rosji blisko 200 książek o tematyce szachowej. Pisze także artykuły dla specjalistycznych pism w Niemczech i w Polsce (Magazyn Szachista i Panorama Szachowa). W latach 1998–1999 był redaktorem naczelnym Kwartalnika Teoretycznego wydawanego przez wydawnictwo „Penelopa”. Jest członkiem Polskiego Stowarzyszenia Autorów, Dziennikarzy i Tłumaczy w Europie A.P.A.J.T.E oraz Stowarzyszenia Autorów Niemieckich „Das Wort” z siedzibą w Monachium. W okresie 1999–2000 brał trzykrotnie udział w sesjach Młodzieżowej Akademii Szachowej. Jest propagatorem treningu wirtualnego, jako uzupełniającą formą szkolenia. Tym sposobem opiekował się w latach 1999–2003 mistrzem Polski, Radosławem Wojtaszkiem. W 2002 r. został wydelegowany przez PZSzach z grupą młodzieżową (Radosław Wojtaszek, Kamil Mitoń i Agnieszka Matras) na mistrzostwa świata juniorów w Indiach. W marcu 2003 r., po obronie pracy kontrolnej i zdaniu egzaminu przed państwową komisją, został mu przyznany przez Ministerstwo Edukacji Narodowej i Sportu w Warszawie tytuł trenera I klasy.
|   | a | b | c | d | e | f | g | h |   |
| 8 | a8 – Czarny król · c8 – Biały goniec · a7 – Czarny hetman · e6 – Czarny pionek · a5 – Biały hetman · f4 – Biały goniec · b1 – Biały król | a8 – Czarny król · c8 – Biały goniec · a7 – Czarny hetman · e6 – Czarny pionek · a5 – Biały hetman · f4 – Biały goniec · b1 – Biały król | a8 – Czarny król · c8 – Biały goniec · a7 – Czarny hetman · e6 – Czarny pionek · a5 – Biały hetman · f4 – Biały goniec · b1 – Biały król | a8 – Czarny król · c8 – Biały goniec · a7 – Czarny hetman · e6 – Czarny pionek · a5 – Biały hetman · f4 – Biały goniec · b1 – Biały król | a8 – Czarny król · c8 – Biały goniec · a7 – Czarny hetman · e6 – Czarny pionek · a5 – Biały hetman · f4 – Biały goniec · b1 – Biały król | a8 – Czarny król · c8 – Biały goniec · a7 – Czarny hetman · e6 – Czarny pionek · a5 – Biały hetman · f4 – Biały goniec · b1 – Biały król | a8 – Czarny król · c8 – Biały goniec · a7 – Czarny hetman · e6 – Czarny pionek · a5 – Biały hetman · f4 – Biały goniec · b1 – Biały król | a8 – Czarny król · c8 – Biały goniec · a7 – Czarny hetman · e6 – Czarny pionek · a5 – Biały hetman · f4 – Biały goniec · b1 – Biały król | 8 |
| 7 | a8 – Czarny król · c8 – Biały goniec · a7 – Czarny hetman · e6 – Czarny pionek · a5 – Biały hetman · f4 – Biały goniec · b1 – Biały król | a8 – Czarny król · c8 – Biały goniec · a7 – Czarny hetman · e6 – Czarny pionek · a5 – Biały hetman · f4 – Biały goniec · b1 – Biały król | a8 – Czarny król · c8 – Biały goniec · a7 – Czarny hetman · e6 – Czarny pionek · a5 – Biały hetman · f4 – Biały goniec · b1 – Biały król | a8 – Czarny król · c8 – Biały goniec · a7 – Czarny hetman · e6 – Czarny pionek · a5 – Biały hetman · f4 – Biały goniec · b1 – Biały król | a8 – Czarny król · c8 – Biały goniec · a7 – Czarny hetman · e6 – Czarny pionek · a5 – Biały hetman · f4 – Biały goniec · b1 – Biały król | a8 – Czarny król · c8 – Biały goniec · a7 – Czarny hetman · e6 – Czarny pionek · a5 – Biały hetman · f4 – Biały goniec · b1 – Biały król | a8 – Czarny król · c8 – Biały goniec · a7 – Czarny hetman · e6 – Czarny pionek · a5 – Biały hetman · f4 – Biały goniec · b1 – Biały król | a8 – Czarny król · c8 – Biały goniec · a7 – Czarny hetman · e6 – Czarny pionek · a5 – Biały hetman · f4 – Biały goniec · b1 – Biały król | 7 |
| 6 | a8 – Czarny król · c8 – Biały goniec · a7 – Czarny hetman · e6 – Czarny pionek · a5 – Biały hetman · f4 – Biały goniec · b1 – Biały król | a8 – Czarny król · c8 – Biały goniec · a7 – Czarny hetman · e6 – Czarny pionek · a5 – Biały hetman · f4 – Biały goniec · b1 – Biały król | a8 – Czarny król · c8 – Biały goniec · a7 – Czarny hetman · e6 – Czarny pionek · a5 – Biały hetman · f4 – Biały goniec · b1 – Biały król | a8 – Czarny król · c8 – Biały goniec · a7 – Czarny hetman · e6 – Czarny pionek · a5 – Biały hetman · f4 – Biały goniec · b1 – Biały król | a8 – Czarny król · c8 – Biały goniec · a7 – Czarny hetman · e6 – Czarny pionek · a5 – Biały hetman · f4 – Biały goniec · b1 – Biały król | a8 – Czarny król · c8 – Biały goniec · a7 – Czarny hetman · e6 – Czarny pionek · a5 – Biały hetman · f4 – Biały goniec · b1 – Biały król | a8 – Czarny król · c8 – Biały goniec · a7 – Czarny hetman · e6 – Czarny pionek · a5 – Biały hetman · f4 – Biały goniec · b1 – Biały król | a8 – Czarny król · c8 – Biały goniec · a7 – Czarny hetman · e6 – Czarny pionek · a5 – Biały hetman · f4 – Biały goniec · b1 – Biały król | 6 |
| 5 | a8 – Czarny król · c8 – Biały goniec · a7 – Czarny hetman · e6 – Czarny pionek · a5 – Biały hetman · f4 – Biały goniec · b1 – Biały król | a8 – Czarny król · c8 – Biały goniec · a7 – Czarny hetman · e6 – Czarny pionek · a5 – Biały hetman · f4 – Biały goniec · b1 – Biały król | a8 – Czarny król · c8 – Biały goniec · a7 – Czarny hetman · e6 – Czarny pionek · a5 – Biały hetman · f4 – Biały goniec · b1 – Biały król | a8 – Czarny król · c8 – Biały goniec · a7 – Czarny hetman · e6 – Czarny pionek · a5 – Biały hetman · f4 – Biały goniec · b1 – Biały król | a8 – Czarny król · c8 – Biały goniec · a7 – Czarny hetman · e6 – Czarny pionek · a5 – Biały hetman · f4 – Biały goniec · b1 – Biały król | a8 – Czarny król · c8 – Biały goniec · a7 – Czarny hetman · e6 – Czarny pionek · a5 – Biały hetman · f4 – Biały goniec · b1 – Biały król | a8 – Czarny król · c8 – Biały goniec · a7 – Czarny hetman · e6 – Czarny pionek · a5 – Biały hetman · f4 – Biały goniec · b1 – Biały król | a8 – Czarny król · c8 – Biały goniec · a7 – Czarny hetman · e6 – Czarny pionek · a5 – Biały hetman · f4 – Biały goniec · b1 – Biały król | 5 |
| 4 | a8 – Czarny król · c8 – Biały goniec · a7 – Czarny hetman · e6 – Czarny pionek · a5 – Biały hetman · f4 – Biały goniec · b1 – Biały król | a8 – Czarny król · c8 – Biały goniec · a7 – Czarny hetman · e6 – Czarny pionek · a5 – Biały hetman · f4 – Biały goniec · b1 – Biały król | a8 – Czarny król · c8 – Biały goniec · a7 – Czarny hetman · e6 – Czarny pionek · a5 – Biały hetman · f4 – Biały goniec · b1 – Biały król | a8 – Czarny król · c8 – Biały goniec · a7 – Czarny hetman · e6 – Czarny pionek · a5 – Biały hetman · f4 – Biały goniec · b1 – Biały król | a8 – Czarny król · c8 – Biały goniec · a7 – Czarny hetman · e6 – Czarny pionek · a5 – Biały hetman · f4 – Biały goniec · b1 – Biały król | a8 – Czarny król · c8 – Biały goniec · a7 – Czarny hetman · e6 – Czarny pionek · a5 – Biały hetman · f4 – Biały goniec · b1 – Biały król | a8 – Czarny król · c8 – Biały goniec · a7 – Czarny hetman · e6 – Czarny pionek · a5 – Biały hetman · f4 – Biały goniec · b1 – Biały król | a8 – Czarny król · c8 – Biały goniec · a7 – Czarny hetman · e6 – Czarny pionek · a5 – Biały hetman · f4 – Biały goniec · b1 – Biały król | 4 |
| 3 | a8 – Czarny król · c8 – Biały goniec · a7 – Czarny hetman · e6 – Czarny pionek · a5 – Biały hetman · f4 – Biały goniec · b1 – Biały król | a8 – Czarny król · c8 – Biały goniec · a7 – Czarny hetman · e6 – Czarny pionek · a5 – Biały hetman · f4 – Biały goniec · b1 – Biały król | a8 – Czarny król · c8 – Biały goniec · a7 – Czarny hetman · e6 – Czarny pionek · a5 – Biały hetman · f4 – Biały goniec · b1 – Biały król | a8 – Czarny król · c8 – Biały goniec · a7 – Czarny hetman · e6 – Czarny pionek · a5 – Biały hetman · f4 – Biały goniec · b1 – Biały król | a8 – Czarny król · c8 – Biały goniec · a7 – Czarny hetman · e6 – Czarny pionek · a5 – Biały hetman · f4 – Biały goniec · b1 – Biały król | a8 – Czarny król · c8 – Biały goniec · a7 – Czarny hetman · e6 – Czarny pionek · a5 – Biały hetman · f4 – Biały goniec · b1 – Biały król | a8 – Czarny król · c8 – Biały goniec · a7 – Czarny hetman · e6 – Czarny pionek · a5 – Biały hetman · f4 – Biały goniec · b1 – Biały król | a8 – Czarny król · c8 – Biały goniec · a7 – Czarny hetman · e6 – Czarny pionek · a5 – Biały hetman · f4 – Biały goniec · b1 – Biały król | 3 |
| 2 | a8 – Czarny król · c8 – Biały goniec · a7 – Czarny hetman · e6 – Czarny pionek · a5 – Biały hetman · f4 – Biały goniec · b1 – Biały król | a8 – Czarny król · c8 – Biały goniec · a7 – Czarny hetman · e6 – Czarny pionek · a5 – Biały hetman · f4 – Biały goniec · b1 – Biały król | a8 – Czarny król · c8 – Biały goniec · a7 – Czarny hetman · e6 – Czarny pionek · a5 – Biały hetman · f4 – Biały goniec · b1 – Biały król | a8 – Czarny król · c8 – Biały goniec · a7 – Czarny hetman · e6 – Czarny pionek · a5 – Biały hetman · f4 – Biały goniec · b1 – Biały król | a8 – Czarny król · c8 – Biały goniec · a7 – Czarny hetman · e6 – Czarny pionek · a5 – Biały hetman · f4 – Biały goniec · b1 – Biały król | a8 – Czarny król · c8 – Biały goniec · a7 – Czarny hetman · e6 – Czarny pionek · a5 – Biały hetman · f4 – Biały goniec · b1 – Biały król | a8 – Czarny król · c8 – Biały goniec · a7 – Czarny hetman · e6 – Czarny pionek · a5 – Biały hetman · f4 – Biały goniec · b1 – Biały król | a8 – Czarny król · c8 – Biały goniec · a7 – Czarny hetman · e6 – Czarny pionek · a5 – Biały hetman · f4 – Biały goniec · b1 – Biały król | 2 |
| 1 | a8 – Czarny król · c8 – Biały goniec · a7 – Czarny hetman · e6 – Czarny pionek · a5 – Biały hetman · f4 – Biały goniec · b1 – Biały król | a8 – Czarny król · c8 – Biały goniec · a7 – Czarny hetman · e6 – Czarny pionek · a5 – Biały hetman · f4 – Biały goniec · b1 – Biały król | a8 – Czarny król · c8 – Biały goniec · a7 – Czarny hetman · e6 – Czarny pionek · a5 – Biały hetman · f4 – Biały goniec · b1 – Biały król | a8 – Czarny król · c8 – Biały goniec · a7 – Czarny hetman · e6 – Czarny pionek · a5 – Biały hetman · f4 – Biały goniec · b1 – Biały król | a8 – Czarny król · c8 – Biały goniec · a7 – Czarny hetman · e6 – Czarny pionek · a5 – Biały hetman · f4 – Biały goniec · b1 – Biały król | a8 – Czarny król · c8 – Biały goniec · a7 – Czarny hetman · e6 – Czarny pionek · a5 – Biały hetman · f4 – Biały goniec · b1 – Biały król | a8 – Czarny król · c8 – Biały goniec · a7 – Czarny hetman · e6 – Czarny pionek · a5 – Biały hetman · f4 – Biały goniec · b1 – Biały król | a8 – Czarny król · c8 – Biały goniec · a7 – Czarny hetman · e6 – Czarny pionek · a5 – Biały hetman · f4 – Biały goniec · b1 – Biały król | 1 |
|   | a | b | c | d | e | f | g | h |   |

Rozwiązanie:
[1.Ga6! (grozi 2. Hd8+ Hb8+ 3.H:b8#)]
[1...Hg1+ 2.Gf1+ Ha7 3.Gg2#]
[1...Hh7+ 2.Gd3+ Ha7 3.Ge4#]
[1...Hb7+ 2.Gb5+ Ha7 3.Gc6#]
[1...e5 2.Hd5+ Kb8 3.Hd8#]
(zaznacz tekst pomiędzy nawiasami, aby zobaczyć rozwiązanie)

W 1983 r. otrzymał tytuł mistrza FIDE. Jest szachistą wszechstronnym, poza występami w turniejach zajmuje się również innymi dziedzinami szachów. Jako problemista opublikował około 400 zadań, z czego przeszło 100 zostało wyróżnionych na konkursach międzynarodowych. W specjalistycznych Albumach FIDE (zbiorach najlepszych zadań świata) znalazło się jego 8 utworów.
Inną jego pasją jest gra korespondencyjna. Wygrał kilka turniejów w klasie europejskiej. W XLVIII finale Mistrzostw Europy zajął VII miejsce. Wygrał I Memoriał Sergiusza Czerniakowa (1970–1973) oraz I Memoriał Bogdana Śliwy (2005–2006). Na liście rankingowej ICCF w październiku 2006 r. posiadał 2406 punktów. Dwukrotnie zwyciężył w Polonijnych Mistrzostwach Niemiec w grze szybkiej (2005–2006).
Od 1973 r. jest żonaty z czołową pod koniec lat 60. juniorką kraju, Sylwią Grzegorzek z Katowic (dwukrotną medalistką – w latach 1969 i 1970 – mistrzostw Polski juniorek), z którą ma córkę Agatę. W tym również roku odznaczony został Złotą Odznaką Honorową Polskiego Związku Szachowego.
W latach 1982–2012 pracował w Katedrze Chemii Technicznej na uniwersytecie w Dortmundzie. Od 1 marca 2012 roku jest na emeryturze.